# Гоголівський замок
Гоголівський за́мок — оборонна споруда у містечку Гоголеві, зведена в першій пол. XVII ст. Нині зруйнована.

## Історія
Гоголівський замок збудований у першій пол. XVII століття князями Корецькими, але найбільшу відомість отримав у козацькі часи. Гоголівський замок був головним дворищем Гоголівської сотні. У містечку проживає сотник, сотенний писар, отамани козацьких десятків, осавул, хорунжий.
У 1650 р. Гоголів стає центром володінь Івана Виговського.

У 1656 році Павло Алепський у «Подорожі антіохійського патріарха Макарія в Росію» писав:
…великий базар с укріпленням, замком і двома ровами з проточною водою. Він називається Хохола (Гоголів). В ньому дві церкви: одна — в ім'я Преображення, інша — Різдва Богородиці.
24 серпня 1658 р. Іван Виговський розбиває тут московський загін Шереметьева і захоплює в полон прихильника Москви полковника Якова Барабаша. 1668 року Шереметьев розоряє околиці Гоголева (очевидно козацькі хутори), а козаки утримують замок до підходу підмоги від Дорошенка.
Сьогоднішній центр села Гоголів називається Замок.